# Čokotar
Čokotar (em cirílico: Чокотар) é uma vila da Sérvia localizada no município de Brus, pertencente ao distrito de Rasina. A sua população era de 28 habitantes segundo o censo de 2011.

## Demografia
| 1948 | 1953 | 1961 | 1971 | 1981 | 1991 | 2002 | 2011 |
| ---- | ---- | ---- | ---- | ---- | ---- | ---- | ---- |
| 74   | 79   | 82   | 79   | 64   | 45   | 33   | 28   |